# بلسیتو
بلسیتو (به ایتالیایی: Belsito) یک منطقهٔ مسکونی در ایتالیا است که در استان کزنتزا واقع شده‌است.

## خصوصیات
بلسیتو ۱۱ کیلومترمربع مساحت و ۹۲۹ نفر جمعیت دارد.